# 金秀纤树蛙
金秀纤树蛙（学名：Gracixalus jinxiuensis）为树蛙科纤树蛙属的两栖动物，是中国的特有物种。分布于湖南、广西等地。该物种的模式产地在广西金秀。

## 保护
本种于2023年被收录入《有重要生态、科学、社会价值的陆生野生动物名录》。